# Joe Louis Arena
Die Joe Louis Arena war eine Multifunktionshalle in der US-amerikanischen Stadt Detroit im Bundesstaat Michigan. Sie war von 1979 bis 2017 die Heimstätte der Eishockey-Teams der Detroit Red Wings der National Hockey League (NHL).

## Geschichte
Die Arena wurde von 1977 bis 1979 in unmittelbarer Nähe zum Detroit River in Downtown Detroit gebaut. Die Halle ersetzte das legendäre Detroit Olympia von 1927, dass die Red Wings 52 Jahre nutzen. Sie wurde nach Schwergewichts-Boxweltmeister Joe Louis benannt, der in Detroit aufwuchs. Die Joe Louis Arena war neben dem New Yorker Madison Square Garden die letzte NHL-Arena, deren Namensrechte nicht an einen Sponsor verkauft wurde. Das erste Spiel der Red Wings fand am 27. Dezember 1979 statt. Die Arena ist im Besitz der Stadt Detroit. Betrieben wird die direkt an das TCF Center angrenzende Halle von Olympia Entertainment, Inc. Sie war mit 20.027 Plätzen, nach dem Centre Bell in Montreal mit 21.273 Plätzen, die zweitgrößte Spielstätte der NHL. Sie war aber auch nach dem Madison Square Garden (1968) die zweitälteste Spielstätte der National Hockey League.
Da die Red Wings die Play-offs der Saison 2016/17 verpassten, ist das letzte Spiel der Regular Season am 9. April (Ortszeit) gegen die New Jersey Devils die Abschiedsvorstellung der Detroit Red Wings in der Arena. Das Heimteam besiegte die Devils mit 4:1.

## Nutzung
Regelmäßig wurde The Joe vom Eishockeyteam der Detroit Red Wings genutzt, die elf Stanley Cups gewinnen konnten. Die Detroit Pistons trugen einige Heimspiele dort aus, weil 1985 das Dach des Pontiac Silverdome beschädigt war. Von 1988 bis 1993 war das Team der Detroit Drive aus der Arena Football League (AFL) in der Joe Louis Arena ansässig. Ab 1996 spielte auch das Indoor-Soccer-Team der Detroit Rockers (NPSL) in der Arena, die Mannschaft wurde jedoch 1999 aufgelöst. Die Detroit Turbos der Major Indoor Lacrosse League (MILL) trugen ihre Partien von 1989 bis 1994 in der Arena aus. Die Detroit Compuware Ambassadors der Ontario Hockey League (OHL) waren von 1991 bis 1992 im The Joe beheimatet. 1992 wurde aus ihnen die Detroit Junior Red Wings und blieben bis 1995.
Kurz nach der Eröffnung wurde im Februar das NHL All-Star Game 1980 in der neuen Arena vor 21.002 Zuschauern ausgetragen. Die All-Stars der Prince of Wales Conference bezwangen die All-Stars der Campbell Conference mit 6:3. Für den damals 51-jährigen Gordie Howe war es nach 32 Jahren sein 23. und letztes All-Star Game. Dagegen feierte der 19-jährige Wayne Gretzky sein erstes von insgesamt 18 All-Star Games.
Im Juli 1980 fand dort auch die Republican National Convention der Republikanischen Partei statt und Ronald Reagan wurde zum Präsidentschaftskandidat nominiert. Des Weiteren wird die Arena u. a. für Konzerte, Zirkusse, Shows, Musicals genutzt.

## Little Caesars Arena
In Anbetracht des Alters der Joe Louis Arena gab es seit Jahren Bemühungen um einen Neubau. Im Juli 2014 präsentierten die Detroit Red Wings Pläne für eine neue Spielstätte. Die vom Architekturbüro HKS entworfene Little Caesars Arena für 450 Millionen US-Dollar (330 Millionen Euro) soll über 20.000 Plätze bieten und im Sommer 2017 bezugsfertig sein. Das gesamte Bauprojekt soll etwa 650 Millionen US-Dollar (480 Millionen Euro) kosten. Am 25. September 2014 wurde der erste Spatenstich für den Bau im Rahmen einer großen Zeremonie getätigt. Das Gelände der Arena liegt nicht weit vom Comerica Park der Detroit Tigers (MLB) und dem Ford Field der Detroit Lions (NFL) entfernt. 2016 kündigten auch die Detroit Pistons an, in die Little Caesars Arena umzuziehen und ihre bisherige Heimstätte, den Palace of Auburn Hulls, aufzugeben. Die Arena wurde am 5. September 2017 offiziell eröffnet.

## Schließung und Abriss
Mit der Eröffnung der Little Caesars Arena und dem Umzug der Red Wings und Pistons dorthin ging die Schließung sowohl der Joe Louis Arena als auch des Palace of Auburn Hills einher. Der letzte offizielle Event in der Joe Louis Arena war ein WWE-Wrestling-Match am 27. Juni 2017. Im April 2019 begannen die Abrissarbeiten, die bis Ende 2019 oder Anfang 2020 abgeschlossen sein sollen.

## Galerie

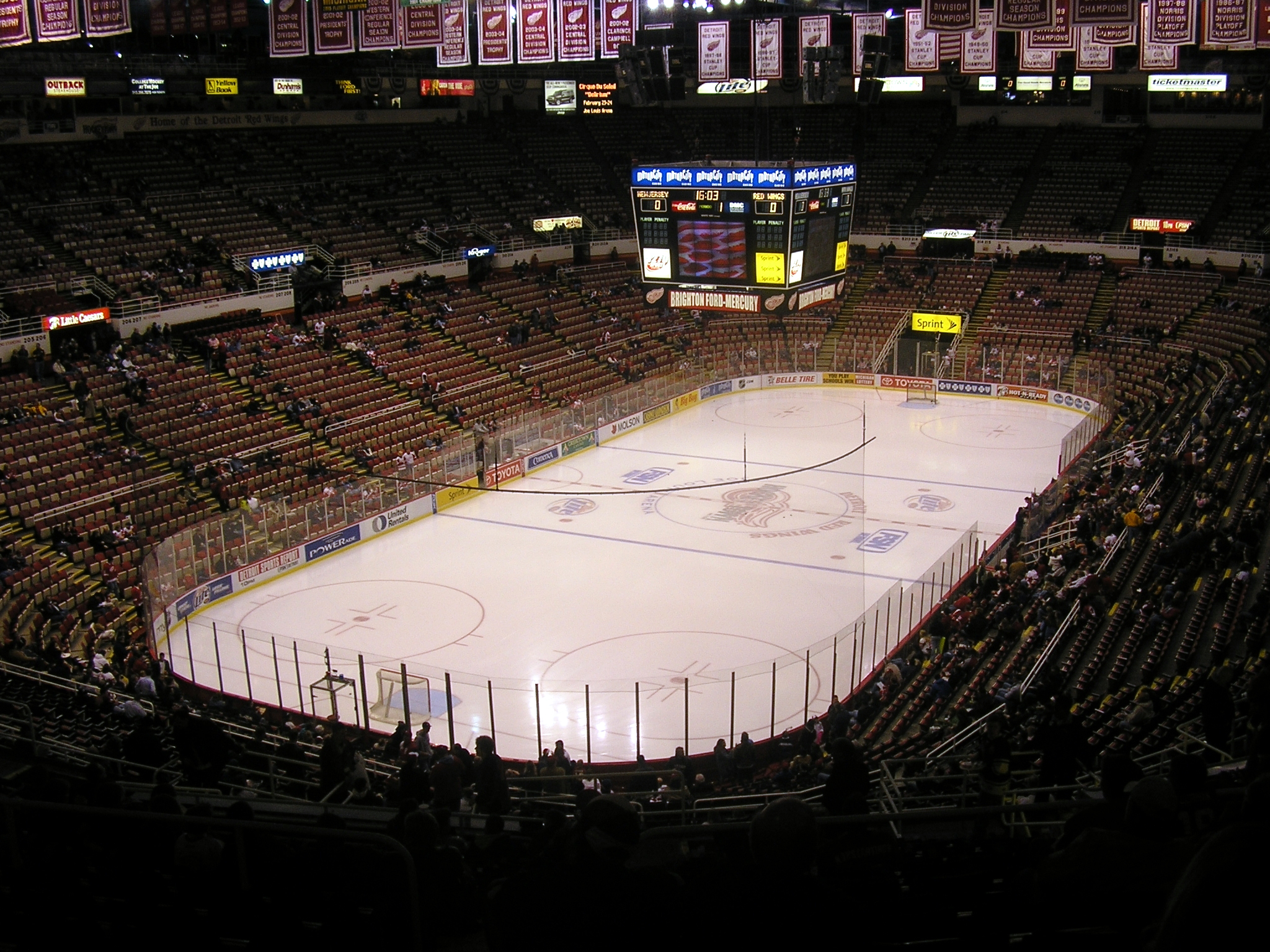
Innenansicht mit Eisfläche
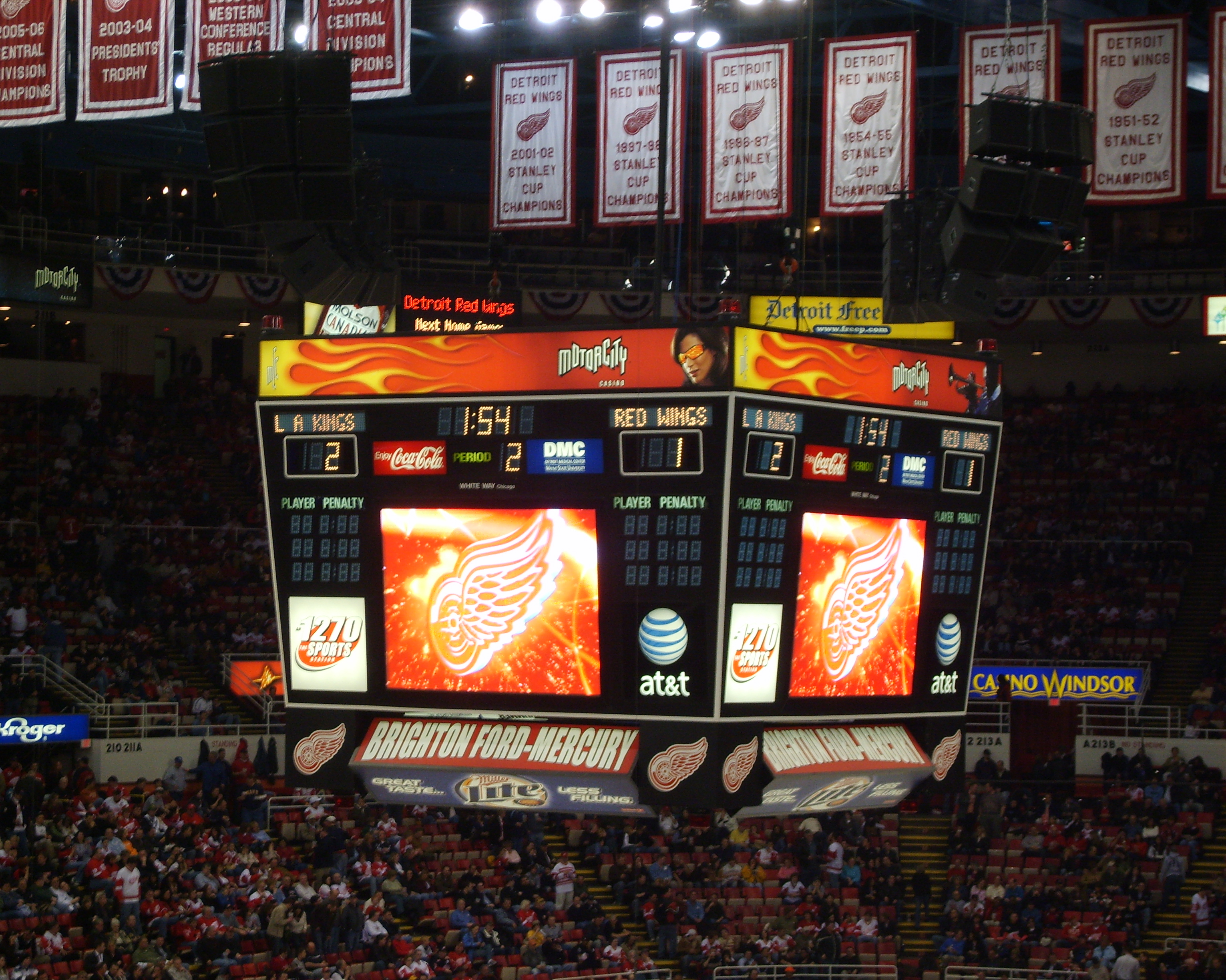
Der Videowürfel unter dem Dach
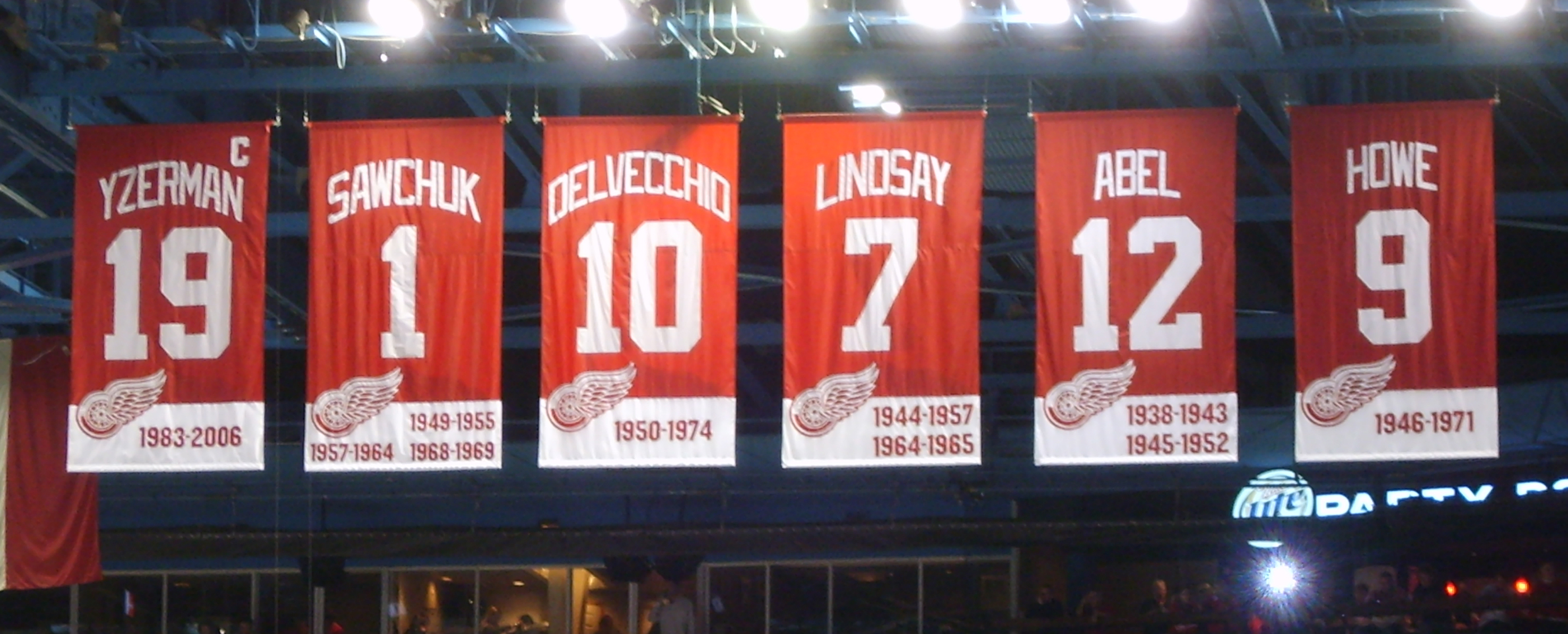
Banner mit den nicht mehr vergebenen Trikotnummern der Red Wings unter der Hallendecke
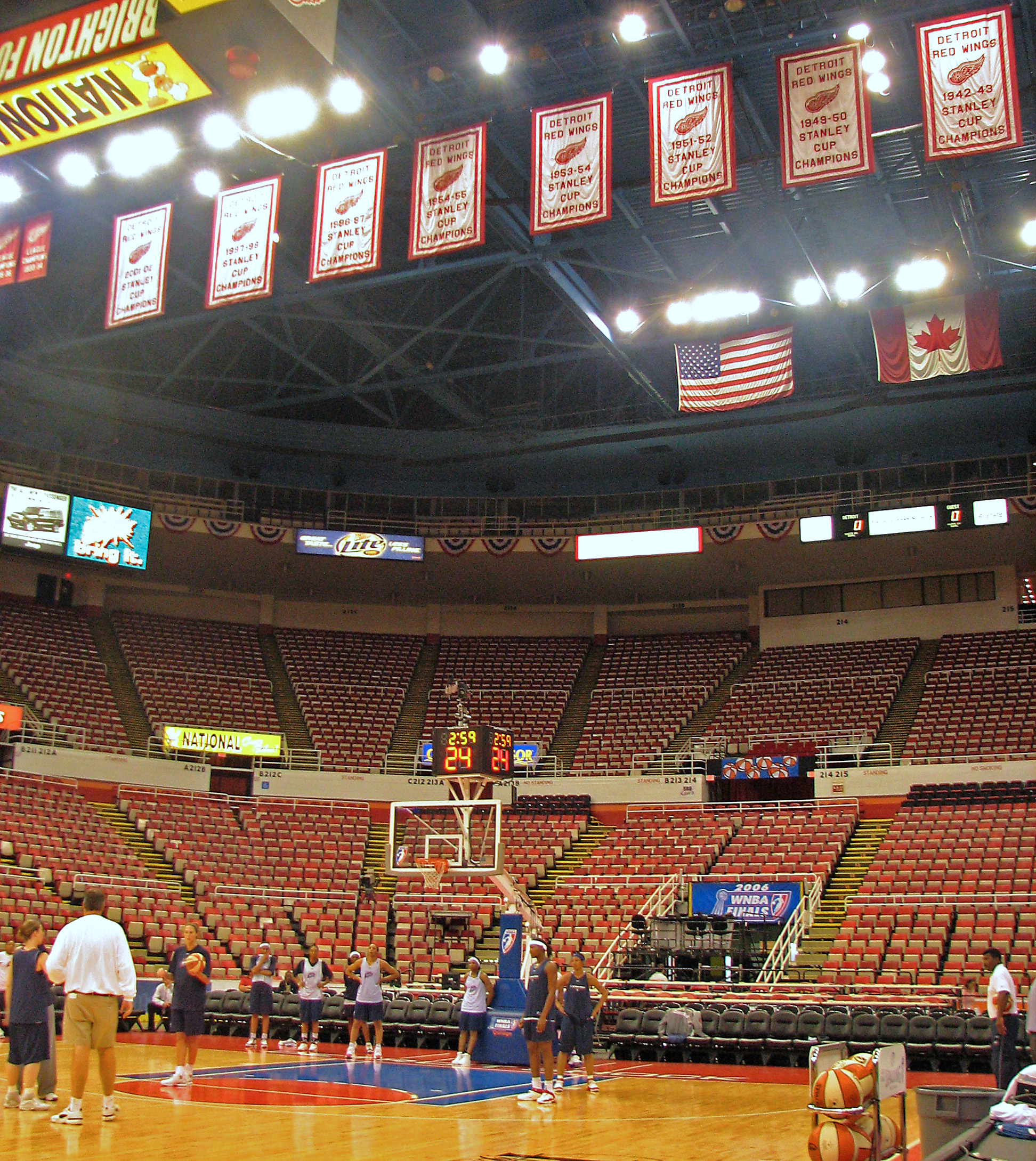
Training vor dem Spiel 5 der WNBA Finals 2006